# The Gang's All Here
The Gang's All Here er det andet studiealbum fra den amerikanske keltiske punkband Dropkick Murphys. Det er deres første album med Al Barr (tidligere forsanger i The Bruisers) som erstattede den oprindelige forsanger Mike McColgan i 1998 efter han forlod bandet for at blive brandmand og senere dannede sit eget punkrockband kaldet Street Dogs. 
Med Barr udgav bandet sin første single i 1998 kaldet "Curse of a Fallen Soul", inden de indspillede selve albummet. "10 Years of Service" blev ligeledes udgivet som single og der blev indspillet en musikvideo, der som den første fra Dropkick Murphys blev esndt på MTV's 120 Minutes.

## Modtagelse
Allmusic gav The Gang's All Here tre ud af fem stjerner og skrev at albummet "[tog] us-imod-verden-poseringen op som forventet" , og at sangskrivningen var af højere standard en samtidige punk albums.
PopMatters skrev at "en charmerende, mangeartet og punket 'Amazing Grace' der kun tilføjede mere morskab, til det vilde ridt som 'The Gang’s All Here' garanterer."

## Track listing
Alle sange er skrevet af Ken Casey og Matt Kelly medmindre andet er noteret.
1. "Roll Call" – 0:32
2. "Blood and Whiskey" – 1:47
3. "Pipebomb on Lansdowne" – 1:50
4. "Perfect Stranger" – 1:58
5. "10 Years of Service" – 2:45
6. "Upstarts and Broken Hearts" – 2:56
7. "Devil's Brigade" – 1:27
8. "Curse of a Fallen Soul" – 3:00
9. "Homeward Bound" – 2:00
10. "Going Strong" – 3:06
11. "The Fighting 69th" (Traditionel) – 3:13
12. "Boston Asphalt" – 1:39
13. "Wheel of Misfortune" – 3:50
14. "The Only Road" – 2:11
15. "Amazing Grace" (John Newton) Instrumental – 2:38
16. "The Gang's All Here" – 7:59
  - Indeholder et skjult bonusnummer med guitaristen Rick Bartons telefonsvarer

## Personel
- Al Barr – vokal
- Rick Barton – guitar
- Ken Casey – basguitar/vokal
- Matt Kelly – trommer
- Joe Delaney – sækkepibe på "Amazing Grace"
- Johnny Cunningham – fløjte på "Wheel of Misfortune" og "The Gang's All Here"
- Tularch Ard Pipe and Drum Corps – trommer på "Roll Call"
- Jim Seigal - lydingeniør
- Thomas "T.J." Johnson – lydingeniør "Roll Call"
- Marco Almera - cover